# 잭 숄더
잭 숄더(Jack Sholder, 1945년 6월 8일 ~ )는 은퇴한 미국 영화 감독으로, 호러 영화 장르로 잘 알려져 있다. 저명한 작품으로는 나이트메어 2: 프레디의 복수, 히든 (1987년 영화) 등이 있다.
잭 숄더는 영어 문학을 공부했으나 대학에 다니던 중 영화에 빠졌다. 수많은 단편 영화를 제작했는데, 그 중 하나가 더 가든 파티(The Garden Party, 1973년)이며 캐서린 맨스필드의 소설에 기반을 둔다. 이 영화는 제시카 하퍼, 비어트리스 스트레이트, 트레이시 월터가 주연으로 출연했다.

## 참여 작품

### 영화
- 나이트메어 2: 프레디의 복수
- 히든 (1987년 영화)